# (73233) 2002 JN30
(73233) 2002 JN30 – planetoida z pasa głównego asteroid okrążająca Słońce w ciągu 5,01 lat w średniej odległości 2,93 j.a. Odkryta 9 maja 2002 roku.